# The Quest (álbum)
The Quest é o vigésimo segundo álbum de estúdio da banda inglesa de rock progressivo Yes, lançado em 1 de outubro de 2021 pela InsideOut Music e Sony Music. É o primeiro álbum de estúdio com Billy Sherwood desde The Ladder (1999), substituindo o baixista Chris Squire após sua morte em 2015, e seu primeiro álbum sem nenhum membro original. É também o seu primeiro álbum desde Talk (1994) a ser produzido por apenas um membro, nomeadamente o guitarrista Steve Howe, e o seu último álbum de estúdio a ser lançado antes da morte do baterista Alan White em 2022.
Depois de cumprir os compromissos de turnê em julho de 2019, o Yes começou a colaborar em novos materiais, trocando ideias para músicas online. A pandemia de COVID-19 fez com que todas as turnês fossem canceladas em março de 2020, o que apresentou a oportunidade para eles se concentrarem no álbum durante o bloqueio. Quando as músicas foram arranjadas, o álbum foi gravado na Califórnia e na Inglaterra e os arranjos orquestrais de Paul K. Joyce foram executados pela Orquestra FAMES na Macedônia do Norte. O vocalista Jon Davison foi o letrista principal, que escreveu sobre vários temas, incluindo esperança, otimismo e questões ambientais.
The Quest foi lançado em vários formatos, incluindo CD, LP, Blu-ray Disc, e em plataformas de streaming, e alcançou a posição 20 na UK Albums Chart. Recebeu críticas geralmente positivas pela produção de Howe e foi considerado uma melhoria geral em relação ao álbum anterior do Yes, Heaven & Earth (2014), embora tenha recebido críticas por falta de músicas únicas ou distintas.

## Fundo
Em julho de 2019, a formação do Yes de Steve Howe, Alan White, Geoff Downes, Jon Davison e Billy Sherwood, com o segundo baterista convidado Jay Schellen, encerrou sua Royal Affair Tour de 28 datas, que viu o grupo ser a atração principal de um pacote turístico em todos os EUA, que incluiu apresentações do Asia, John Lodge e ELP Legacy, de Carl Palmer, com Arthur Brown. Nessa época, o cofundador da InsideOut Music, Thomas Waber, perguntou à banda se eles estavam prontos para fazer um novo álbum de estúdio. O Yes havia planejado retomar a turnê a partir de março de 2020, continuando sua turnê da série de álbuns com Relayer (1974) realizada na íntegra, mas foi remarcada para 2021, e posteriormente para 2022, devido à pandemia e bloqueio de COVID-19. A situação apresentou a oportunidade para a banda trabalhar em um novo álbum, o primeiro desde Heaven & Earth (2014). Este marca o primeiro álbum do Yes a envolver Sherwood desde The Ladder (1999), que substituiu o baixista original Chris Squire após sua morte em 2015, e o primeiro sem nenhum membro fundador. Seria também o último álbum do Yes lançado antes da morte do baterista Alan White, sete meses após o lançamento do álbum.

## Escrevendo e gravando
Yes começou a escrever para o álbum em novembro de 2019, um mês antes do surto de COVID-19, com o restante reunido no ano seguinte. Howe ficou cada vez mais insatisfeito em gravar com produtores externos que às vezes "não sabiam bem o que era essa banda", e se propôs a produzir o álbum, o que foi acordado. Como a banda não conseguiu se reunir, eles desenvolveram músicas trocando ideias online que foram gerenciadas e armazenadas no Curtis Schwartz Studio em Ardingly, West Sussex, de propriedade de Curtis Schwartz, engenheiro e mixador do álbum. Howe disse que havia "muita criatividade" nas ideias que a banda apresentou e queria que o álbum fosse diferente do que o Yes havia feito antes. Davison queria apoiar Howe em particular durante a produção do álbum e "realmente deixá-lo brilhar". Um cenário típico envolvia um membro contribuindo com uma seção instrumental para uma faixa, que Davison então pegaria e desenvolveria linhas vocais e ideias líricas. Davison preferia escrever dessa forma, pois isso lhe permitia trabalhar em seu próprio estúdio em seu próprio ritmo, em oposição à pressão de trabalhar "contra o relógio" em uma instalação profissional. Howe então examinou o que havia sido descartado, sugerindo peças que deveriam ser desenvolvidas ou descartadas. Davison não tinha uma agenda pré-determinada com suas letras, mas foi inspirado a escrever sobre a vida, o destino de alguém e o ambientalismo, e percebeu que Howe havia apresentado ideias líricas sobre tópicos semelhantes. Howe abordou o processo de composição com cautela, o que ele também fez para Fly from Here (2011) e Heaven & Earth, para garantir que as músicas estivessem totalmente arranjadas e para a satisfação de todos os membros antes da gravação. "Dare to Know" foi gravada no período entre 2019 e 2020, onde integrantes do Yes trocaram ideias remotamente durante a pandemia de COVID-19. No final de 2019, o Yes havia reunido "Damaged World" e "Future Memories".
O álbum foi gravado em dois locais principais em 2020 e 2021; White e Sherwood gravaram suas respectivas partes de bateria e baixo primeiro no Uncle Rehearsal Studios em Van Nuys, Califórnia, e Schellen contribuiu com percussão. Depois de compartilhar os arquivos de gravação com o grupo online, e assim que as restrições do COVID-19 começaram a diminuir, Davison viajou para a Inglaterra para se juntar a Downes e Howe no Curtis Schwartz Studio, onde o álbum foi concluído. The Quest apresenta arranjos orquestrais que Howe disse que iriam "aumentar e aprimorar o som geral", depois que a ideia de usar um o atraiu. Downes sentiu que a orquestra complementava suas partes de teclado, em vez de ser uma situação "eu contra eles". Yes já havia usado uma orquestra em dois outros álbuns de estúdio, Time and a Word (1970) e Magnification (2001). As partes foram escritas pelo compositor e arranjador inglês Paul Joyce, fã de longa data da banda que produziu orquestrações para o álbum solo de Howe, Time (2012). Joyce arranjou uma partitura completa para uma orquestra de 47 instrumentos que foi executada pela FAMES Studio Orchestra em Escópia, Macedônia do Norte, com o maestro Oleg Kondratenko. Schwartz e Howe mixaram o álbum em março de 2021.

## Músicas
"The Ice Bridge" foi anunciada pela primeira vez como escrito por Downes e Davison e é formado por três seções. Originou-se de uma ideia que Downes teve, a partir da qual Davison desenvolveu linhas líricas e melódicas. A faixa começa na tonalidade de dó menor, que Howe disse traz uma sensação "sombria e temperamental" e apresenta sons de gelo quebrando. Downes disse que a fanfarra de abertura do teclado é uma de suas "partes características" e foi tocada como uma homenagem à banda. A letra aborda a questão das mudanças climáticas. No dia seguinte ao seu lançamento como single digital, Downes abordou rumores de que o riff da música era semelhante a "The Dawn of an Era" do compositor inglês Francis Monkman. Downes esclareceu originalmente que "The Ice Bridge" se originou de um showreel dele em 1977 enquanto compunha jingles e músicas de biblioteca para uma produtora musical do West End, e que ele achava que a música merecia ser desenvolvida pelo Yes. No entanto, Downes erroneamente acreditou que a composição era sua, já que a faixa de Monkman foi colocada na mesma fita. Depois que os dois entraram em contato, Monkman recebeu crédito por escrever. O riff de teclado de abertura foi comparado a "Fanfare for the Common Man" de Aaron Copland e adaptado e tocado por Emerson, Lake & Palmer.
"Dare to Know" foi gravada no período entre 2019 e 2020, onde integrantes do Yes trocaram ideias remotamente durante a pandemia de COVID-19. Possui vocais co-líderes e harmonizados entre Howe e Jon Davison. A música apresenta um arranjo orquestral com um refrão ascendente de metais executado pela Fame's Studio Orchestra, conduzida por Oleg Kondratenko. Na época do lançamento da música, Howe disse: "A peça central deixa a orquestra sozinha para elaborar e desenvolver a forma como o tema é ouvido, depois aumenta os minutos finais da música enquanto ela descansa, com uma cadência de violão."
“Minus the Man” diz respeito à busca “pela consciência eterna através da tecnologia”. "Leave Well Alone" apresenta Howe tocando um koto japonês. "The Western Edge" apresenta Davison compartilhando os vocais principais com Sherwood, depois que ele sugeriu que cada um deles criasse uma parte vocal e combinasse as duas faixas no estúdio. Davison disse que esta “colaboração acidental” produziu um resultado mais único. Sherwood produziu uma demo da faixa, após a qual Davison desenvolveu as melodias e letras.
"A Living Island" foi inspirada enquanto Davison passava um tempo durante o confinamento em Barbados, onde ele "realmente fez um exame de consciência" em sua mensagem lírica: "Senti a necessidade de expressar em palavras todos aqueles pensamentos e sentimentos intensos e minha percepção pessoal de tudo." Howe disse que a faixa é a única sobre COVID-19 no álbum e disse que se trata de "duas pessoas lutando com as restrições e os medos e perigos da época". À medida que a música avança, a letra muda de um ponto de vista pessoal para um desejo de bem-estar global. Os vocais de Davison foram gravados em sua casa em Barbados, já que o grupo sentiu que as tomadas originais eram muito fortes e emocionais para serem regravadas.
"A Living Island" foi inspirada enquanto Davison passava um tempo durante o confinamento em Barbados, onde ele "realmente fez um exame de consciência" em sua mensagem lírica: "Senti a necessidade de expressar em palavras todos aqueles pensamentos e sentimentos intensos e minha percepção pessoal de tudo." Howe disse que a faixa é a única sobre COVID-19 no álbum e disse que se trata de "duas pessoas lutando com as restrições e os medos e perigos da época". À medida que a música avança, a letra muda de um ponto de vista pessoal para um desejo de bem-estar global. Os vocais de Davison foram gravados em sua casa em Barbados, já que o grupo sentiu que as tomadas originais eram muito fortes e emocionais para serem regravadas. O tema de encerramento foi algo em que Downes já havia trabalhado há algum tempo, e usou um trecho dele em Halcyon Hymns (2021), álbum de seu projeto paralelo, Downes Braide Association. Ele o chamou de "tema grandioso" que tem "grandes acordes maiores" em um estilo semelhante às faixas "And You and I" e "Awaken" do Yes, e achou que era uma boa maneira de fechar o álbum.
"Mystery Tour" homenageia os Beatles e sua influência na música e na cultura. "Damaged World" foi a primeira música com a qual Yes colaborou para o álbum em novembro de 2019.

## Lista de músicas
| N.º            | Título                                                                           | Duração |  |
| 1.             | "The Ice Bridge" - I "Eyes East" - II "Race Against Time" - III "Interaction"    |         |  |
| 2.             | "Dare to Know"                                                                   |         |  |
| 3.             | "Minus the Man"                                                                  |         |  |
| 4.             | "Leave Well Alone" - I "Across the Border" - II "Not for Nothing" - III "Wheels" |         |  |
| 5.             | "The Western Edge"                                                               |         |  |
| 6.             | "Future Memories"                                                                |         |  |
| 7.             | "Music to My Ears"                                                               |         |  |
| 8.             | "A Living Island" - I "Brave the Storm" - II "Wake Up" - III "We Will Remember"  |         |  |
| Duração total: | Duração total:                                                                   | 47:49   |  |

### The Quest - CD II Disco Bonus
| N.º            | Título                 | Duração |  |
| 9.             | "Sister Sleeping Soul" |         |  |
| 10.            | "Mystery Tour"         |         |  |
| 11.            | "Damaged World"        |         |  |
| Duração total: | Duração total:         | 13:44   |  |

## Lançamento
The Quest foi anunciado no site oficial da banda, YesWorld, em 7 de julho de 2021, revelando a lista de faixas, arte e data de lançamento agendada. The Quest está programado para lançamento em cinco versões diferentes: um digipak de 2CD, uma caixa de luxo de edição limitada contendo 2LPs, 2CDs e um disco Blu-ray, uma edição limitada de 2CD e um livro de arte em Blu-ray Disc, um LP de capa dobrável e 2 -Conjunto de CD com livreto e em diversas plataformas digitais. "The Ice Bridge" foi lançado como single digital em 23 de julho de 2021, incluindo um vídeo no YouTube com letras e arte de Dean. Um vídeo de estilo semelhante acompanhou o lançamento de "Dare to Know" em 1º de setembro de 2021.
O álbum alcançou a posição 20 em sua semana de estreia na UK Albums Chart.

## Pessoal
Créditos adaptados do encarte dos álbuns.

### Yes
- Jon Davison – vocais principais (tracks 1, 3, 5, 6, 8–10), dueto vocal (tracks 2, 4, 7, 11), guitarra (track 6)
- Steve Howe – guitarras, bandolim, koto e auto-harpa (track 4), dueto vocal (tracks 2, 4, 7, 11), vocais (tracks 9, 10)
- Geoff Downes – piano (tracks 1, 4, 7, 8), órgão Hammond (tracks 1, 2, 8, 10, 11), sintetizadores (tracks 1, 3–5, 7, 9, 11), órgão (tracks 4, 6), Mellotron (track 10), piano Fender Rhodes (track 10)
- Billy Sherwood – baixo, vocais (tracks 5, 6, 10), piano (track 3), teclados e violão (track 5)
- Alan White – bateria (tracks 1-5, 7-11)

### Produção
- Steve Howe – produtor, engenharia preparatória, gravação de guitarra
- Curtis Schwartz – engenharia, mixagem, gravação de fotografias de sessões
- Simon Heyworth – masterização
- Geoff Downes – engenharia preparatória, gravação de teclados
- Jon Davison – engenharia preparatória, gravação de vocais
- Billy Sherwood – engenharia preparatória, gravação de baixos, gravação de bateria e percussão
- Alen Hadzi Stefanov – gravador de som da orquestra
- Teodora Arsovska – operadora de orquestra Pro Tools
- Roger Dean – arte da capa, logotipo
- Doug Gottlieb, Glenn Gottlieb (The Gottlieb Brothers) – design de embalagem, retratos de Yes
- Gigi White – sessões de gravação de fotografias